# Кім Со Йон (плавчиня)
Кім Со Йон (кор. 김서영, 17 березня 1994) — південнокорейська плавчиня.
Учасниця Олімпійських Ігор 2012, 2016 років.
Призерка Азійських ігор 2009 року.